# Penicillium glaucum
Penicillium glaucum (лат.) — вид плесневых грибов рода Пеницилл (Penicillium), которые используются при производстве некоторых видов сыра с плесенью, в том числе Блё де Жекс, Рошбарон и некоторых разновидностей Блё д’Овернь и Горгондзола. В других голубых сырах, в том числе Бресс Блё, Блё дю Веркор-Саснаж, Brebiblu, Камбоцола, Кешел Блю, Данаблю, Фурм-д’Амбер, Фурм-де-Монбризон, Ланарк Блю, Рокфор, Шропшир Блю и Стилтон используют Penicillium roqueforti.
В 1874 году сэр Уильям Робертс, врач из Манчестера, заметил, что культуры плесени не обнаруживают бактериального загрязнения. Луи Пастер будет опираться на это открытие, отметив, что Bacillus anthracis не будет расти в присутствии родственной плесени Penicillium notatum. Его антибиотические свойства были независимо обнаружены и испытаны на животных французским врачом Эрнестом Дюшеном, но его диссертация в 1897 году была проигнорирована Институтом Пастера.
Пастер обнаружил, что P. glaucum питается только одним энантиомером винной кислоты, L-(+)-винной кислотой, что делает его использование самым ранним примером кинетического разделения.